# Amurga
Amurga es la denominación de un macizo montañoso del sur de la isla de Gran Canaria (Canarias, España). Localizado entre los barrancos de Tirajana y Fataga, es producto del ciclo de formación de la isla denominado post Roque Nublo que comenzó hace 3,2 Ma, y su paisaje se caracteriza por la fuerte erosión. Cuenta con unas 8700 hectáreas de superficie total y está reconocido como Zona Especial de Conservación e incluido en la reserva de la biosfera de Gran Canaria. Amurga destaca por su biodiversidad, quedando representadas las formaciones vegetales canarias del piso basal, el bosque termófilo y el pinar, estos últimos muy escasos por su explotación hasta bien entrado el siglo xix.
Cuenta además con diversas manifestaciones aborígenes, que han sobrevivido gracias a la casi nula presencia humana durante siglos.

## Toponimia
El término Amurga es de procedencia aborigen, desconociéndose con certeza su significado.
El historiador austríaco Dominik Josef Wölfel lo relaciona en su obra Monumenta Linguae Canariae con la voz chelja tamurg con el significado de 'saltamontes, langosta', además de anotar su similitud con otros topónimos insulares como Chamorga de Tenerife o Chamoriscán de la propia isla de Gran Canaria. Por su parte, el filólogo Maximiano Trapero relaciona Amurga con la voz canaria almogarén, y esta con los términos del dialecto tashelhit maggar con el sentido de 'encontrarse' y su derivado almuggar con el de 'lugar de encuentro'.

## Historia
El Macizo de Amurga es uno de los lugares más desconocidos de la isla, ya que su orografía es muy complicada, con escarpes muy pronunciados, lo que ha prevenido la antropización además de que los accesos que tiene son de dificultad técnica muy alta. Parece que hasta principios del siglo XIX, el Amurga estaba cubierto en su zona alta por un gran pinar, pero durante dicho siglo desaparecieron por su tala, acompañado por la desaparición casi total del bosque termófilo, ahora siendo ambos un reducto.

## Vegetación
La designación de este espacio como se fundamenta en la presencia de los siguientes hábitats de interés comunitario:
- Matorrales termomediterráneos y preestépicos.
- Tabaibal-cardonal enriquecido con especies como Retama rhodorhizoides, Plocama pendula, Periploca laevigata, Rubia fruticosa, Kleinia neriifolia, diferentes especies de Aeonium, Cneorum pulverulentum y Ceropegia dichotoma, entre otras.
- Campos de lava y excavaciones naturales: comunidades vegetales que se desarrollan en grietas o fisuras en las rocas, destacando la cerraja de risco y el balillo.
- Palmerales de Phoenix canariensis acompañados por Periploca laevigata y Rubia fruticosa, entre otras.
- Pinares endémicos canarios: pinares de Pinus canariensis con especies acompañantes como Chamaecytisus proliferus, Teline microphylla y Euphorbia regis-jubae.
- Pendientes rocosas silíceas con vegetación casmofítica.
- Bosques de olea y ceratonia: presencia de Olea cerasiformis, Pistacia atlantica, Pistacia lentiscus y Juniperus turbinata aisladas, acompañadas por Periploca laevigata, Asparagus arborescens y Euphorbia regis-jubae, entre otras.

Además de por la presencia de las especies amenazadas y de interés comunitario Solanum lidii y Teline rosmarinifolia.

## Fauna
Presencia fauna de especies de interés comunitario como:
- Reptiles: lisa rayada de Gran Canaria (Chalcides sexlineatus) y el lagarto gigante de Gran Canaria (Gallotia stehlini)
- Aves: camachuelo trompetero (Bucanetes githagineus) y halcón tagorote (Falco pelegrinoides)
- Mamíferos: murciélago montañero (Hypsugo savii)

## Galería

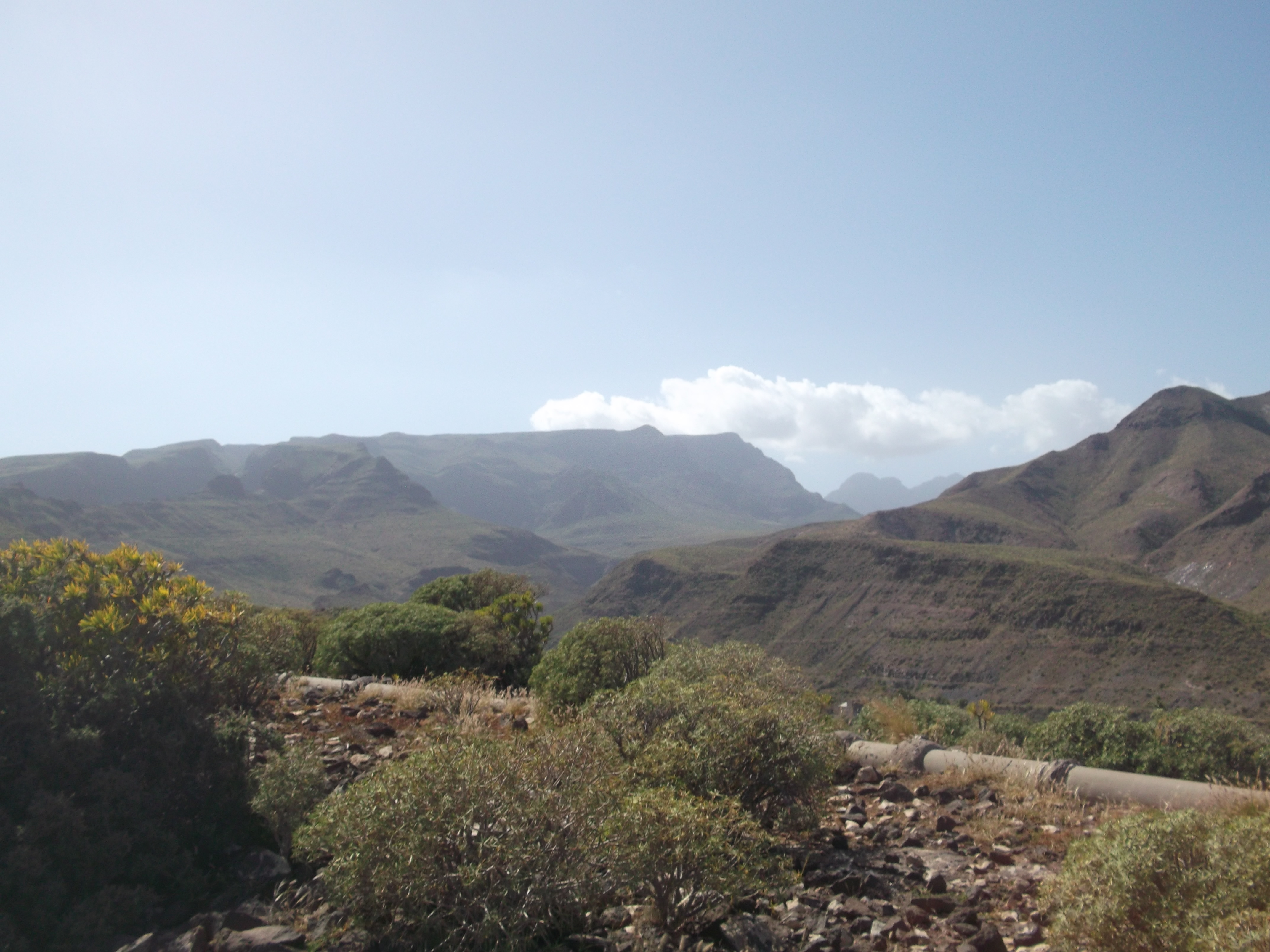
Vista general de Amurga.
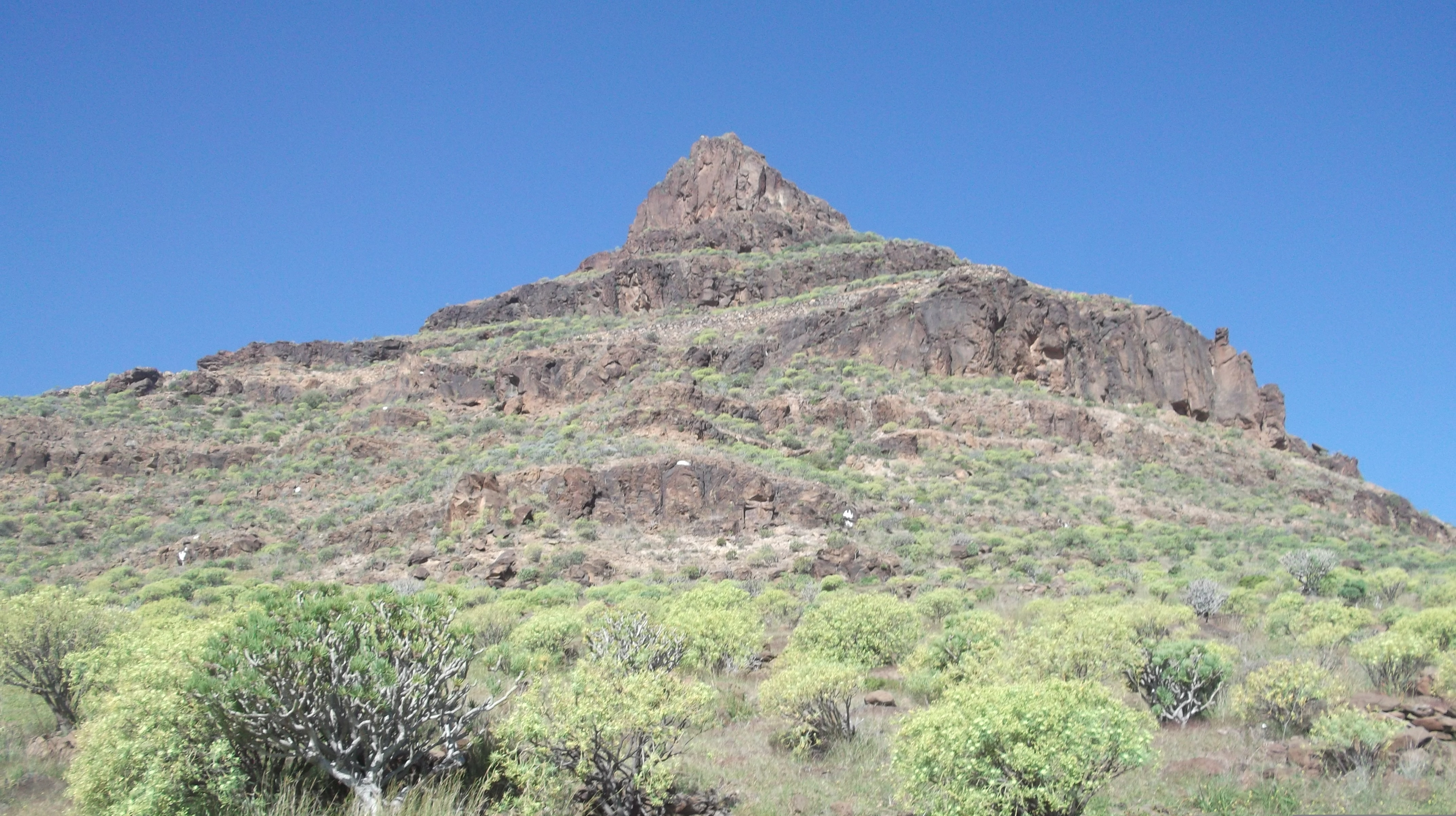
Formaciones traquíticas típicas del macizo.